# Phần tử mang điện
Trong vật lý phần tử mang điện hay phần tử tải điện là phần tử hoặc hạt tự do di chuyển và có mang điện tích.
Ví dụ các phần tử mang điện như điện tử, ion và lỗ trống. Trong môi trường dẫn điện, một điện trường có thể gây ra lực tác động lên các hạt tự do này, làm cho các hạt chuyển động xuyên qua môi trường, và đây là những gì cấu thành một dòng điện .

## Các dạng phần tử mang điện
Trong môi trường truyền dẫn khác nhau thì các hạt khác nhau đảm trách là phần tử mang điện.
1. Trong kim loại phần tử mang điện là điện tử. Một hoặc hai điện tử hóa trị từ mỗi nguyên tử có thể di chuyển tự do trong cấu trúc tinh thể của kim loại. Các điện tử tự do được gọi là điện tử dẫn, và đám mây các điện tử tự do được gọi là khí Fermi.
2. Trong các chất điện phân, chẳng hạn như nước muối, các phần tử mang điện tích là các ion. Đó là các nguyên tử hoặc các phân tử thu thêm hoặc bị mất điện tử nên chúng được tích điện. Nếu phân tử thu thêm điện tử thì chúng tích điện âm và được gọi là anion, ngược lại nếu bị mất điện tử thì chúng tích điện dương được gọi là cation. Cation và anion của chất lỏng hòa tan đóng vai trò như các phần tử mang điện trong hợp chất ion tan chảy (xem ví dụ quá trình Hall-Héroult cho một ví dụ về điện phân của một hợp chất ion nóng chảy). Dẫn điện proton là vật dẫn điện trong đó sử dụng các ion hydro là phần tử mang điện.
3. Trong plasma, phần tử mang điện được tìm thấy trong hồ quang điện qua không khí, trong các đèn neon, mặt trời và các ngôi sao,... các điện tử và cation của chất khí ion hóa hoạt động như các chất mang điện tích.
4. Trong chân không các điện tử tự do có thể hoạt động như các phần tử mang điện. Trong thành phần đèn điện tử chân không đám mây điện tử di động được tạo ra bởi một cathode kim loại nóng, bằng một quá trình gọi là sự phát xạ nhiệt. Khi một điện trường đủ mạnh đặt vào các điện cực đủ để thu hút các electron vào một chùm, điều này có thể được gọi là tia cathode, và là nền tảng của việc hiển thị ống tia cathode được sử dụng rộng rãi trong ti vi và màn hình máy tính cho đến những năm 2000.
5. Trong chất bán dẫn thì ngoài các điện tử, sự di chuyển của thiếu hụt điện tử ở vùng hóa trị (gọi là "lỗ trống") hoạt động như điện tích dương di động và được coi như các phần tử mang điện. Điện tử và lỗ trống cùng là các phần tử mang điện trong chất bán dẫn [2].

Có thể thấy rằng trong một số vật dẫn, như các dung dịch ion và plasma, có cả hai điện tích dương và âm, do đó dòng điện trong chúng bao gồm các phần tử mang điện đối cực di chuyển theo hướng đối diện nhau. Trong các vật dẫn khác như kim loại, chỉ có phần tử mang điện của một cực tính, do đó một dòng điện trong chúng chỉ bao gồm các phần tử mang điện chuyển động theo một hướng.